# Luís Dobles Segreda
Luis Dobles Segreda (Heredia, 27 de janeiro de 1889 - Heredia, 27 de setembro de 1956) foi um educador, escritor e diplomata da Costa Rica, conhecido principalmente pela produção da mais importante bibliografia nacional do século XIX e início do século XX, o Índice Bibliográfico da Costa Rica, com 12 volumes.
Representou o seu país em vários países (Chile, Argentina, Espanha, França, Bélgica, Vaticano), sendo secretário de Estado da Educação Pública em 1926-1928, 1930-1932 e 1936.